# Enrico Colombo
Enrico Colombo (Milano, 1º agosto 1929 – Roma, 29 settembre 2012) è stato uno sceneggiatore e produttore cinematografico italiano.

## Filmografia
- Gli inesorabili, regia di Camillo Mastrocinque (1950) - soggetto
- N come negrieri, regia di Alberto Cavallone - conosciuto anche col titolo Lontano dagli occhi - produttore (1964)
- Requiem per un gringo (Réquiem para el gringo), regia di Eugenio Martín e José Luis Merino (1968) - sceneggiatura e soggetto
- 7 eroiche carogne (Comando al infierno), regia di José Luis Merino (1969) - sceneggiatura, soggetto e direttore di produzione
- Il trono di fuoco (The Bloody Judge), regia di Jesús Franco (1970) - scrittore
- Ancora dollari per i MacGregor, regia di José Luis Merino (1970) - sceneggiatura  e direttore di produzione
- Il castello dalle porte di fuoco, regia di José Luis Merino (1970) - sceneggiatura e soggetto
- L'orgia dei morti (La orgìa de los muertos), regia di José Luis Merino (1973)